# Lithogenes valencia
Lithogenes valencia är en fiskart som beskrevs av Provenzano, Schaefer, Baskin och Royero-leon 2003. Lithogenes valencia ingår i släktet Lithogenes och familjen Loricariidae. Inga underarter finns listade i Catalogue of Life.